# Пауч-Коув
Пауч-Коув (англ. Pouch Cove) — містечко в Канаді, у провінції Ньюфаундленд і Лабрадор.

## Населення
За даними перепису 2016 року, містечко нараховувало 2069 осіб, показавши зростання на 10,9%, порівняно з 2011-м роком. Середня густина населення становила 35,5 осіб/км².
З офіційних мов обидвома одночасно володіли 60 жителів, тільки англійською — 2 010, тільки французькою — 5. Усього 15 осіб вважали рідною мовою не одну з офіційних.
Працездатне населення становило 65,4% усього населення, рівень безробіття — 13,1% (16,4% серед чоловіків та 9,6% серед жінок). 90% осіб були найманими працівниками, а 8,1% — самозайнятими.
Середній дохід на особу становив $43 669 (медіана $35 776), при цьому для чоловіків — $48 962, а для жінок $38 426 (медіани — $42 688 та $30 240 відповідно).
27,2% мешканців мали закінчену шкільну освіту, не мали закінченої шкільної освіти — 21%, 52,1% мали післяшкільну освіту, з яких 25,6% мали диплом бакалавра, або вищий, 15 осіб мали вчений ступінь.
| Статево-вікова структура населення | Статево-вікова структура населення | Статево-вікова структура населення | Статево-вікова структура населення | Статево-вікова структура населення |
| ---------------------------------- | ---------------------------------- | ---------------------------------- | ---------------------------------- | ---------------------------------- |
|                                    |                                    |                                    |                                    |                                    |
| Всього                             | Всього                             | 48,8%51,2%                         |                                    |                                    |
| 0 — 14 років                       | 0 — 14 років                       |                                    | 18,4%                              | 18,4%                              |
| 15 — 64 років                      | 15 — 64 років                      |                                    | 67,1%                              | 67,1%                              |
| 65 і більше                        | 65 і більше                        |                                    | 14,5%                              | 14,5%                              |
| 85 і більше                        | 85 і більше                        |                                    | 1%                                 | 1%                                 |
| Середній вік (років)               | Середній вік (років)               | 39,540,0                           | 39,8                               | 39,8                               |
| Медіана (років)                    | Медіана (років)                    | 41,240,8                           | 41,0                               | 41,0                               |
| — чоловіки — жінки                 |                                    |                                    |                                    |                                    |

| Походження мешканців:     | Походження мешканців:     | Походження мешканців: | Походження мешканців: | Походження мешканців: |
| ------------------------- | ------------------------- | --------------------- | --------------------- | --------------------- |
| Походження                |                           |                       | осіб                  | %                     |
| Корінні американці        | Корінні американці        |                       | 65                    | 3.14%                 |
| Інше північноамериканське | Інше північноамериканське |                       | 1 335                 | 64.49%                |
| Європейське               | Європейське               |                       | 955                   | 46.14%                |
| британське                | британське                |                       | 890                   | 43%                   |
| французьке                | французьке                |                       | 120                   | 5.8%                  |
| українське                | українське                |                       | 25                    | 1.21%                 |
| Азійське                  | Азійське                  |                       | 10                    | 0.48%                 |

| Зайнятість населення за галузями (за класифікацією NOC): | Зайнятість населення за галузями (за класифікацією NOC): | Зайнятість населення за галузями (за класифікацією NOC): | Зайнятість населення за галузями (за класифікацією NOC): | Зайнятість населення за галузями (за класифікацією NOC): |
| -------------------------------------------------------- | -------------------------------------------------------- | -------------------------------------------------------- | -------------------------------------------------------- | -------------------------------------------------------- |
|                                                          |                                                          |                                                          |                                                          |                                                          |
| Управління                                               | Управління                                               |                                                          | 6%                                                       | 6%                                                       |
| Бізнес, фінанси та адміністрування                       | Бізнес, фінанси та адміністрування                       |                                                          | 15,2%                                                    | 15,2%                                                    |
| Природничі та прикладні науки                            | Природничі та прикладні науки                            |                                                          | 6,5%                                                     | 6,5%                                                     |
| Охорона здоров'я                                         | Охорона здоров'я                                         |                                                          | 12,4%                                                    | 12,4%                                                    |
| Освіта, правозахист, муніципальні та урядові служби      | Освіта, правозахист, муніципальні та урядові служби      |                                                          | 8,8%                                                     | 8,8%                                                     |
| Мистецтво, культура, відпочинок та спорт                 | Мистецтво, культура, відпочинок та спорт                 |                                                          | 4,1%                                                     | 4,1%                                                     |
| Роздрібна торгівля та послуги                            | Роздрібна торгівля та послуги                            |                                                          | 17,5%                                                    | 17,5%                                                    |
| Гуртова торгівля, транспорт та обладнання                | Гуртова торгівля, транспорт та обладнання                |                                                          | 24,4%                                                    | 24,4%                                                    |
| Природні ресурси, сільське господарство                  | Природні ресурси, сільське господарство                  |                                                          | 2,3%                                                     | 2,3%                                                     |
| Виробництво                                              | Виробництво                                              |                                                          | 2,3%                                                     | 2,3%                                                     |

## Клімат
Середня річна температура становить 4,9°C, середня максимальна – 18,4°C, а середня мінімальна – -9,4°C. Середня річна кількість опадів – 1 413 мм.
| Клімат поселення                              | Клімат поселення | Клімат поселення | Клімат поселення | Клімат поселення | Клімат поселення | Клімат поселення | Клімат поселення | Клімат поселення | Клімат поселення | Клімат поселення | Клімат поселення | Клімат поселення | Клімат поселення |
| Показник                                      | Січ.             | Лют.             | Бер.             | Квіт.            | Трав.            | Черв.            | Лип.             | Серп.            | Вер.             | Жовт.            | Лист.            | Груд.            |                  |
| Середній максимум, °C                         | 0,66             | −0,11            | 2,52             | 6,52             | 10,38            | 14,55            | 18,40            | 18,41            | 15,06            | 10,47            | 6,24             | 1,50             |                  |
| Середня температура, °C                       | −3,98            | −4,75            | −2,13            | 1,88             | 5,75             | 9,92             | 15,32            | 15,34            | 11,98            | 7,38             | 3,14             | −1,59            |                  |
| Середній мінімум, °C                          | −8,62            | −9,38            | −6,77            | −2,75            | 1,12             | 5,28             | 12,22            | 12,22            | 8,88             | 4,29             | 0,04             | −4,69            |                  |
| Норма опадів, мм                              | 133              | 121              | 115              | 109              | 97               | 99               | 87               | 101              | 123              | 152              | 137              | 139              |                  |
| Середньомісячна швидкість вітру, м/с          | 8.07             | 7.56             | 7.14             | 6.52             | 5.81             | 5.41             | 5.24             | 5.27             | 5.87             | 6.68             | 7.21             | 7.94             |                  |
| Середньомісячна сонячна радіація, кДж/м²·день | 3928             | 6757             | 10651            | 14113            | 17007            | 19102            | 19235            | 16108            | 12071            | 7143             | 4106             | 3013             |                  |
| --------------------------------------------- | ---------------- | ---------------- | ---------------- | ---------------- | ---------------- | ---------------- | ---------------- | ---------------- | ---------------- | ---------------- | ---------------- | ---------------- | ---------------- |
| Джерело:                                      |                  |                  |                  |                  |                  |                  |                  |                  |                  |                  |                  |                  |                  |